# Gunter Thielen

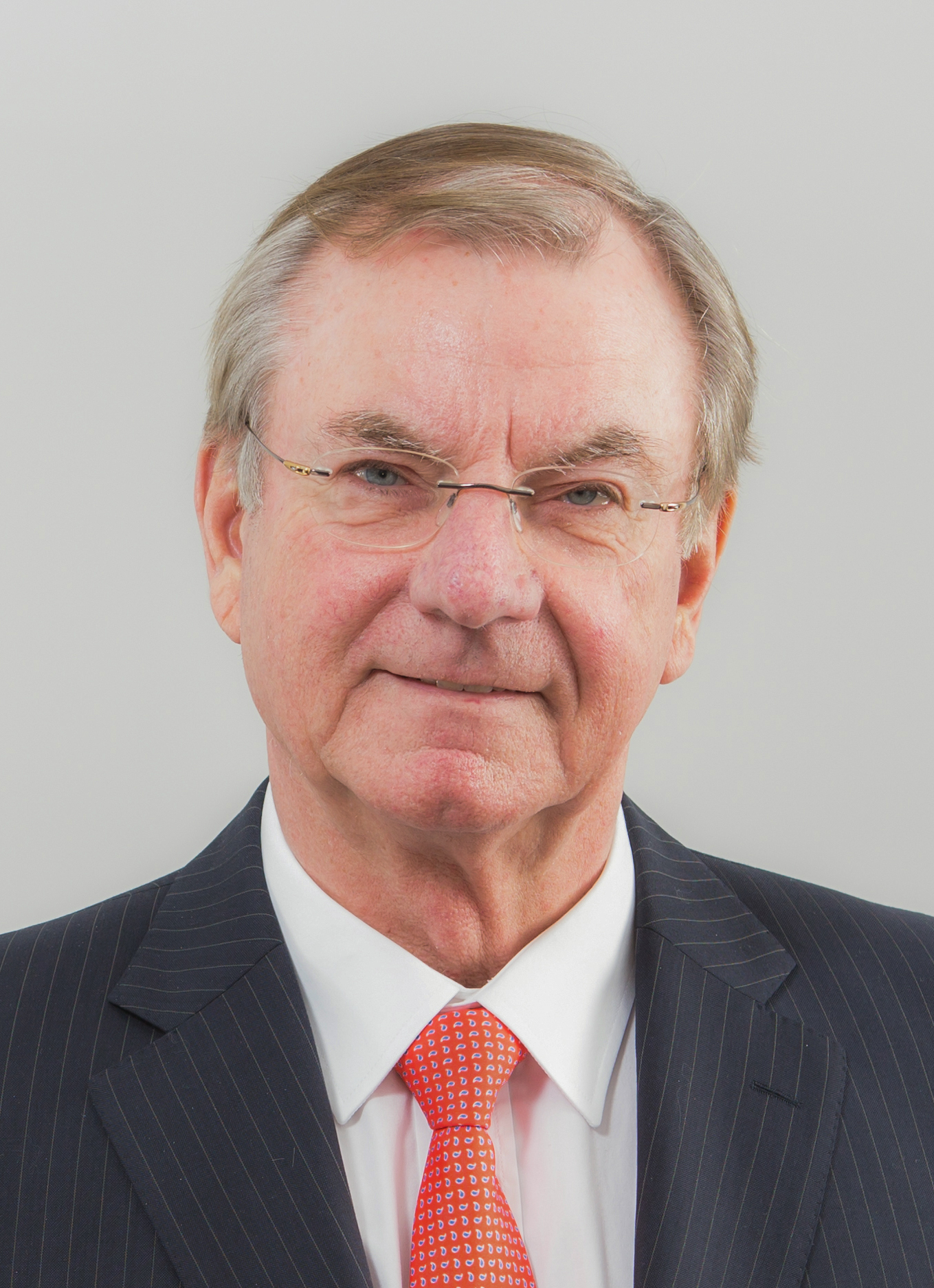
Gunter Thielen (2015)

Gunter Thielen (* 4. August 1942 in Quierschied) ist ein deutscher Manager und Vorstandsvorsitzender der Walter Blüchert Stiftung. Zuvor hatte er verschiedene Führungspositionen bei Bertelsmann und der Bertelsmann Stiftung inne. Für seine Verdienste als gesellschaftspolitisch und sozial orientierter Unternehmer erhielt Thielen unter anderem das Bundesverdienstkreuz. Er war 2005 Initiator der Kampagne Du bist Deutschland.

## Herkunft
Thielen wurde in Quierschied/Saar geboren und wuchs in Saarbrücken auf. Sein Vater war Beamter im Baureferat des Saarlandes. Nach dem Abitur studierte Thielen Maschinenbau und Wirtschaftswissenschaften an der RWTH Aachen. 1970 wurde er ebenda mit einer von der VolkswagenStiftung finanzierten Dissertation über die „Transportvorgänge in binären und ternären Membransystemen“ zum Doktoringenieur promoviert.

## Laufbahn
Seine Karriere begann Thielen beim Chemiekonzern BASF in Ludwigshafen. Danach übernahm er die technische Leitung der Wintershall-Raffinerie in Lingen.
1980 wechselte Thielen in den Konzernbereich Druck- und Industriebetriebe von Bertelsmann. Unter seiner Leitung wurden die beiden Druckereien Maul aus Nürnberg und Belser aus Stuttgart zu Maul-Belser zusammengeführt. Thielen fungierte als Vorsitzender der Geschäftsführung des neuen Unternehmens. 1985 wurde er in den Vorstand von Bertelsmann berufen, wo er die Verantwortung für alle Druck- und Industriebetriebe übernahm. Er reorganisierte den Konzernbereich unter dem Dach einer neuen Aktiengesellschaft, setzte verstärkt auf Dienstleistungen und internationalisierte das Geschäft. Außerdem modernisierte er beispielsweise das Arbeitszeitmodell, was Mitarbeitern und Unternehmen gleichermaßen mehr Freiräume verschafften. Um den Wandel nach außen zu dokumentierten, wurde im Jahr 1999 der Markenname Arvato eingeführt. Thielen stand nun einem der wachstumsstärksten Segmente des Konzerns vor.
Im Jahr 2000 kündigte Mark Wössner seinen Rücktritt von den Führungsämtern bei der Bertelsmann Stiftung und der Bertelsmann Verwaltungsgesellschaft an, woraufhin Thielen zwischenzeitlich seine Aufgaben übernahm. Nachdem sich Bertelsmann auch von Thomas Middelhoff getrennt hatte, rückte Thielen 2002 zum Vorstandsvorsitzenden des Konzerns auf. Zu seinen ersten Aufgaben zählte die Präsentation der Ergebnisse einer unabhängigen historischen Kommission, welche die Vergangenheit von Bertelsmann im Dritten Reich untersuchte. In den folgenden Jahren konsolidierte Thielen erfolgreich das Stammgeschäft und investierte verstärkt in digitale Aktivitäten. Außerdem band er den Zeitschriftenverlag Gruner + Jahr stärker an Bertelsmann. Thielen leitete den Rückkauf der Anteile der Groupe Bruxelles Lambert ein, was einen Börsengang verhinderte.
Ende 2007 übergab Thielen den Vorstandsvorsitz an Hartmut Ostrowski. Er wechselte in den Aufsichtsrat, der ihn zu seinem Vorsitzenden wählte. Später wurde er unter anderem Aufsichtsratsvorsitzender beim Autovermieter Sixt und Aufsichtsratsmitglied des Pharmakonzerns Sanofi-Aventis. Anfang 2008 übernahm Thielen zusätzlich den Vorstandsvorsitz der Bertelsmann Stiftung. Es war sein erklärtes Ziel, das Profil der Organisation zu schärfen und ihre Aktivitäten zu internationalisieren. Thielen setzte sich öffentlich unter anderem für mehr Einkommensgerechtigkeit und Bürgerbeteiligung ein. Er beschäftigte sich intensiv mit dem Bildungssystem und der sozialen Marktwirtschaft. Mit Erreichen der Altersgrenze von 70 Jahren legte Thielen sowohl den Vorstandsvorsitz der Bertelsmann Stiftung als auch den Aufsichtsratsvorsitz von Bertelsmann nieder.
Seitdem widmet sich Thielen der Walter Blüchert Stiftung, die er bereits 2007 als Testamentsvollstrecker des Verlegers und Finanzmaklers Walter Fritz Blüchert nach dessen Willen ins Leben gerufen hatte. Sie fördert gesellschaftliche Teilhabe und setzt sich für Menschen ein, die unverschuldet in Not geraten sind. Thielen ist Vorsitzender des Vorstands der Walter Blüchert Stiftung. Des Weiteren hat er seit 2011 eine Honorarprofessur am Reinhard-Mohn-Institut für Unternehmensführung in der Fakultät für Wirtschaftswissenschaften der Universität Witten/Herdecke inne. Das Institut wurde 2010 im Gedenken an Reinhard Mohn eröffnet.
Thielen ist mit Ulla Höll verheiratet. Das Ehepaar hat zwei Kinder und lebt in Gütersloh, München und Südfrankreich.

## Ehrungen
- 2003: Bundesverdienstkreuz 1. Klasse[3]
- 2005: Global Leadership Award[51]
- 2006: Goldener Löwe als „Medienmann des Jahres“[52]

Zudem zählte Thielen laut Time und CNN zu den wichtigsten Geschäftsleuten weltweit.

## Kritik
Thielens Nähe zu den Eigentümern von Bertelsmann sorgte vereinzelt für Kritik an seiner Berufung zum Vorstandsvorsitzenden. Darüber hinaus musste er während seiner Zeit als Vorstandsvorsitzender der Bertelsmann Stiftung auf Kritik an Strukturen und Einfluss reagieren.
Im Zusammenhang mit Thielens Rolle als Eigentümer des saarländischen Wurstwarenherstellers Höll wurde Thielen durch den Bürgermeister der Gemeinde Illingen, vormals Sitz des inzwischen insolventen Unternehmens, unter anderem „Rücksichtslosigkeit gegenüber Gemeinwohlinteressen“ sowie „Spekulantentum“ vorgeworfen.